# Zamek w Wenecji
Zamek w Wenecji – pozostałości zamku obronnego z XIV wieku w Wenecji koło Żnina, w województwie kujawsko-pomorskim.

## Historia
Zamek powstał w połowie XIV wieku na zlecenie Mikołaja Nałęcza z Chomiąży. Został zbudowany w ramach wielkiej akcji fortyfikacji Polski, podjętej w czasach Kazimierza Wielkiego. Po śmierci Nałęcza, zamek w XV wieku przeszedł w ręce Pomianów. W 1420 roku Mikołaj Pomian odstąpił zamek archidiecezji gnieźnieńskiej, która utworzyła w nim więzienie dla księży. W latach 1467–73 była to rezydencja generalnego starosty Wielkopolski Piotra Nałęcza z Szamotuł. W 2 poł. XV wieku zbudowano dookoła zamku nowe fortyfikacje z jednymi z pierwszych bastionów w Polsce. Kosztowna w utrzymaniu warownia przestała być potrzebna po zlikwidowaniu zagrożenia ze strony zakonu krzyżackiego. W XVI wieku częściowo rozebrany, a cegła spławiona Gąsawką do Żnina została wykorzystana na budowę pałacu arcybiskupiego. W kolejnych wiekach zamek popadł w dalszą ruinę. W XIX wieku częściowo wysadzony w powietrze, a kamienie wykorzystano na budowę drogi do Żnina.
Do dziś zachowały się jedynie fragmenty murów i dziedziniec. Zamek został zabezpieczony jako tzw. trwała ruina.
Z zamkiem wiąże się legenda o tym, że straszy na nim Diabeł Wenecki, czyli jego najbardziej znany właściciel, Mikołaj Nałęcz.

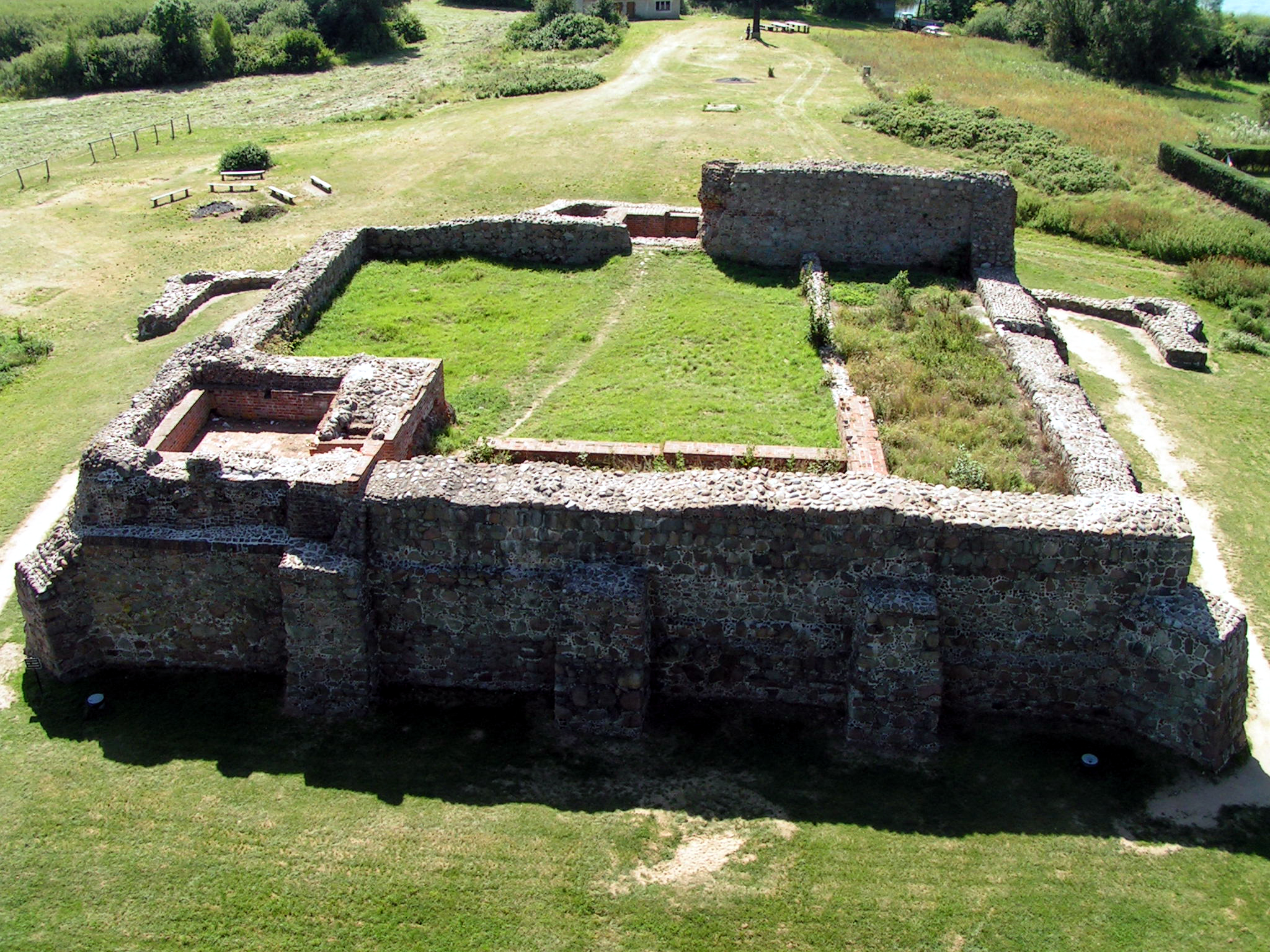
Ruiny zamku, widok z góry
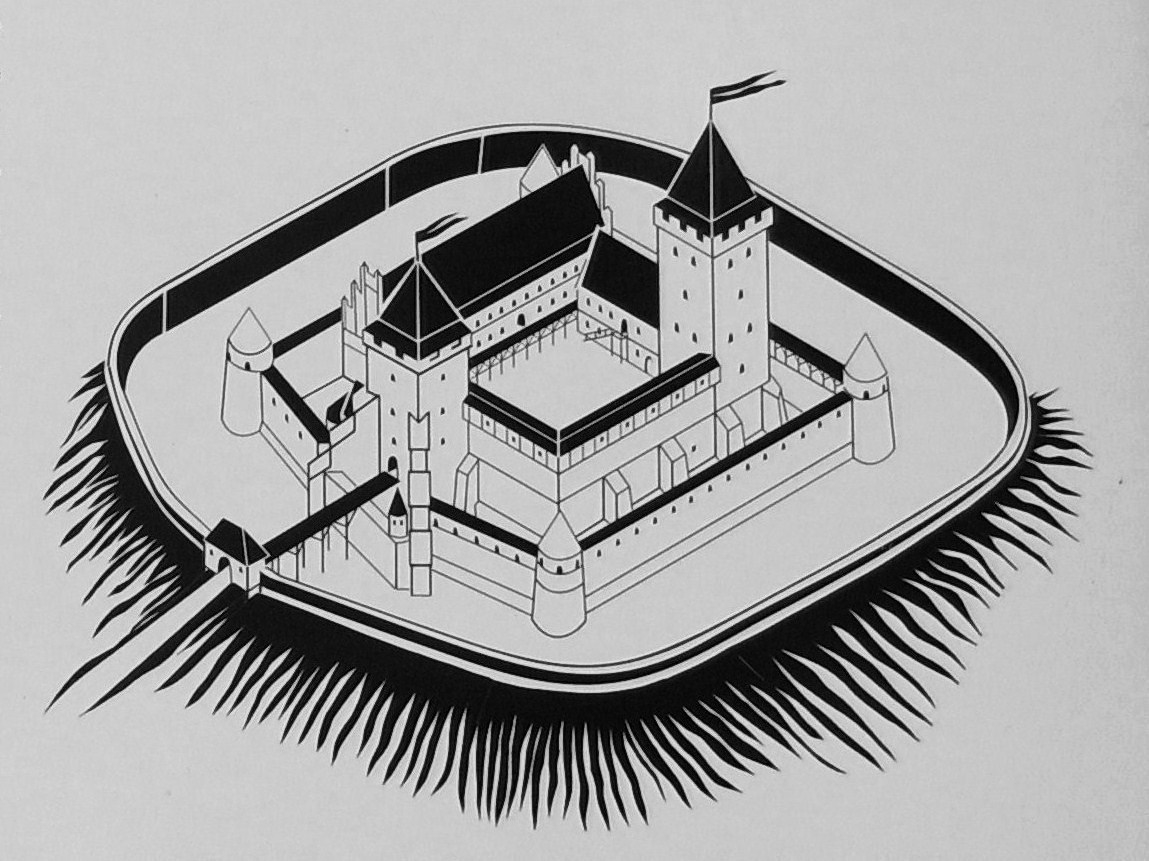
Rekonstrukcja zamku z około połowy XV wieku